# دری احمد افندی
دری احمد افندی (به ترکی استانبولی: Dürrî Ahmed Efendi)، سفیر ترکیه در ایران بود. او بیشتر برای کتاب «سفارت‌نامهٔ ایران احمد دری افندی» شناخته می‌شود.
احمد دری افندی، که برای حل مشکلات راه تجارتی اتریش - ایران در نتیجه پیمان پاسارقچه، با درجه شیکی-سانی به ایران رفته بود، نخستین کتاب سفارت‌نامه مربوط به ایران را نوشته‌است. در این کتاب، او به عیاشی‌های سفر، زندگی درباری ایرانیان، روابط دولت ایران با قفقازیان تحت حکومت ایران و وضعیت اداری این کشور پرداخته‌است.